# Synelmis albini
Synelmis albini är en ringmaskart som först beskrevs av Langerhans 1881.  Synelmis albini ingår i släktet Synelmis och familjen Pilargidae. Inga underarter finns listade i Catalogue of Life.